# Cerro Palúa
Cerro Palúa is een inselberg van 865 meter hoogte, gelegen in het uiterste noordoosten van Colombia. De berg ligt in het departement La Guajira en is de hoogste top van het Macuira-gebergte. Rondom de berg, de meest noordelijke van het vasteland van Zuid-Amerika, is een nationaal park ingericht.
De naam "Palúa" is ontleend uit het guajiro; Palüa [paɾɨa], maar de betekenis van het woord is tot op heden onbekend. 
De Cerro Palúa heeft de vorm van een perfecte kegel. Doordat de berg de hoogste top van het schiereiland is, blijven de wolken om de berg hangen, waardoor in het gebied eromheen zich een specifiek ecosysteem gevormd heeft. Dit in een gebied dat verder een woestijnklimaat heeft; de enige woestijn van Colombia (en van noordelijk Zuid-Amerika).